# بی‌بی‌سی چاینا
بی‌بی‌سی چاینا (به انگلیسی: BBC China) یک کشتی بود که طول آن ۴۰۰ فوت (۱۲۰ متر) بود. این کشتی در سال ۲۰۰۱ ساخته شد.